# جبل كوكب

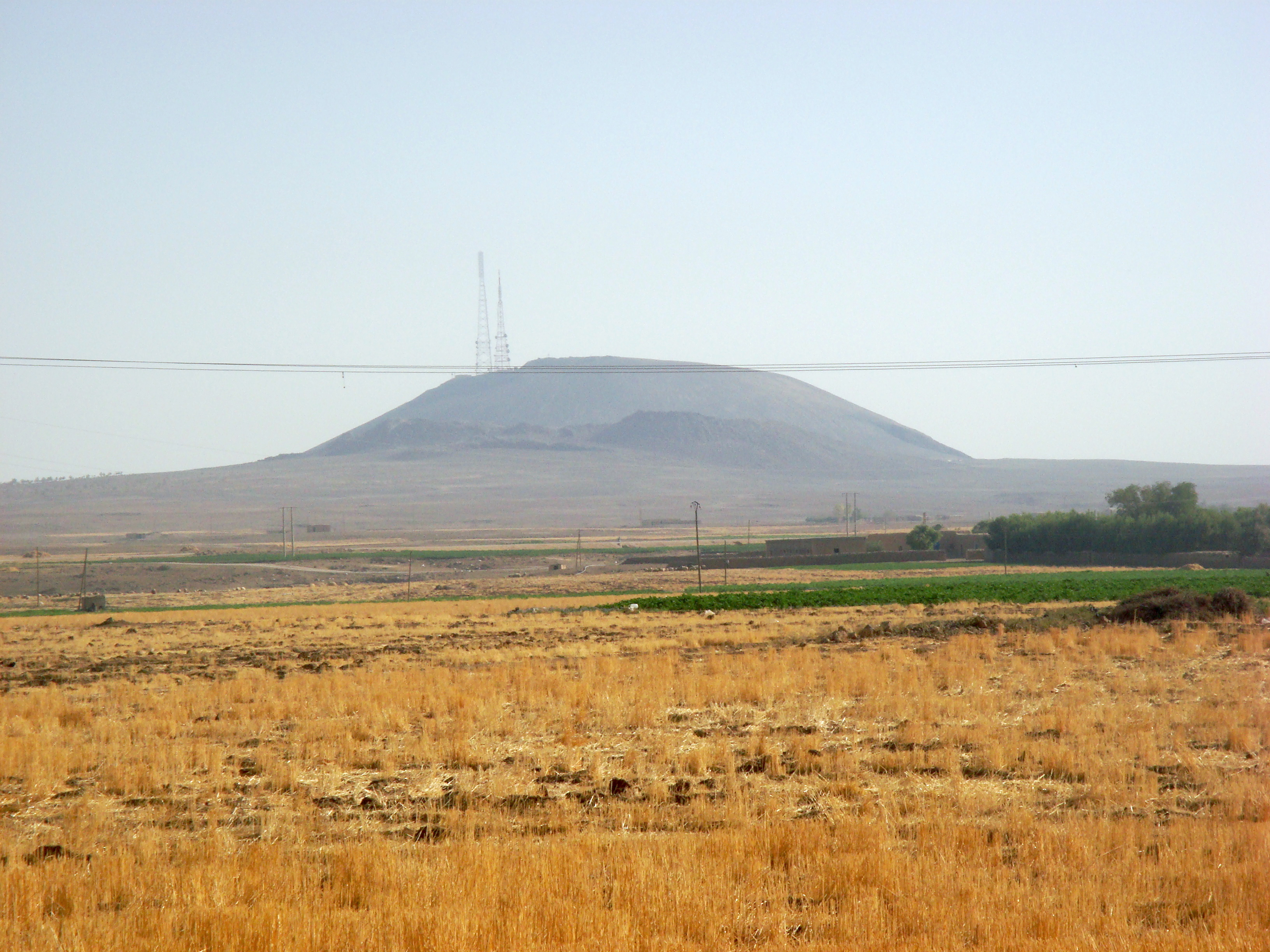
جبل كوكب

جبل كوكب هو معلم جيولوجي بارز يقع في شمال شرقي سوريا، على بعد نحو 15 كم شرق مدينة الحسكة. يبلغ ارتفاعه حوالي 516 مترًا ويتربع على مساحة بقطر يبلغ حوالي كيلومتر. تنتشر في محيط الجبل الصخور البركانية، إذ يشكل الجبل في الأصل بركانًا ذو شكل مخروطي تغطيه الصخور البازلتية، ويُعتقد أنه ثار في العصور القديمة، حيث كان آخر ثوران له في العصر الجليدي، قبل أن يتحول إلى بركان خامد. ورغم تعرض فوهته لعوامل التعرية على مر العصور، إلا أنها ما تزال ظاهرة حتى اليوم. تشير الدراسات إلى أن مقذوفات البركان كانت قد وصلت إلى مسافات تصل إلى نحو عشرة كيلومترات من فوهته، مما يبرز القوة البركانية التي شهدتها المنطقة في فترات نشاطه البركاني.
يعد جبل كوكب معلمًا بارزًا في المنطقة، حيث كان مزارًا لأهل مدينة الحسكة، خاصة في أيام الربيع.